# Chilosphex argyrius
Chilosphex argyrius (Brullé, 1833) è un imenottero appartenente alla famiglia Sphecidae, insetti apoidei indicati come vespe solitarie e note anche con il nome di "vespe scavatrici", diffuso dall'Europa mediterranea fino al Caucaso.
La specie condivide con la Chilosphex pseudargyrius (Roth in de Beaumont, 1967), l'unica altra sfecide appartenente al genere Chilosphex, la costruzione di nidi pedotrofici collettivi che crea tra le fessure delle pietre, riforniti con ortotteri ensiferi per il sostentamento delle larve e chiusi grazie al posizionamento di mucchietti fatto con steli e fili d'erba secchi..
La Chilosphex argyrius è presente, seppur raramente rintracciabile, anche sul territorio italiano ed è nota in alcune zone, per il comportamento di nidificazione sopra descritto, con il nome comune di "vespa fienarola" (dal nome comune della Poa pratensis, erba fienarola).
Il comportamento di nidificazione e la costruzione del nido da parte delle femmine della specie sono stati descritti dal francese Berland in un suo trattato edito nel 1958.